# Pangea Ultima

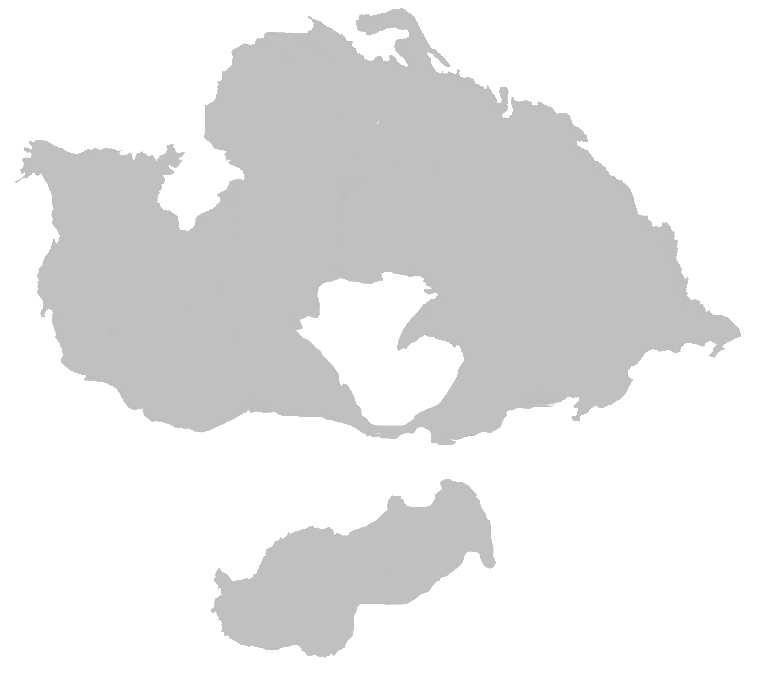
Una forma approssimativa della Pangea Ultima.

La Pangea Ultima è un possibile supercontinente del futuro, che potrà formarsi probabilmente fra 250 milioni di anni, secondo le ipotesi del geologo Christopher Scotese. Il nome richiama la Pangea, il supercontinente del Paleozoico.
Si pensa che i vari continenti torneranno ad unirsi in un'unica massa, la Pangea Ultima: la subduzione nell'Oceano Atlantico occidentale provocherà l'avvicinamento dell'Eurasia e dell'Africa, fino allo scontro con l'America, con conseguente chiusura dell'oceano stesso e la probabile formazione, nel corso dei millenni, di un gigantesco deserto al centro del supercontinente, con temperature estremamente alte.
La maggior parte dei continenti attuali dovrebbero venir trascinati dalle zone di subduzione verso la collisione con l'Eurasia; dapprima l'India, in seguito l'Africa e l'Australia, similmente a quanto successe milioni di anni fa, quando la maggior parte dei continenti si scontrarono fra loro a formare la Laurentia.
Gli oceani Atlantico e Indiano saranno mari chiusi: il Nord America sarà unito con l'Africa, quasi orizzontalmente rispetto alla posizione attuale (l'Alaska e la California saranno uniti, alle stesse latitudini). Il Sudamerica ruoterà in senso antiorario e colliderà anch'esso con l'Africa meridionale, in modo tale che la Patagonia si unisca all'Indonesia, formando un bacino chiuso al posto dell'Oceano Indiano; l'Antartide tornerà al Polo Sud, mentre l'Oceano Pacifico occuperà circa metà della superficie terrestre.
Fra 300 milioni di anni, la Pangea Ultima potrebbe fratturarsi e creare un nuovo oceano al posto del vecchio e prosciugato Oceano Atlantico, ma nessuno può prevedere in che modo si muoveranno i nuovi continenti. Probabilmente, come i predecessori, si frattureranno a loro volta per poi tornare ad unirsi e fratturarsi ancora, fin quando il Sole finirà il suo ciclo e diverrà una gigante rossa.
Non è certo che la formazione della Pangea Ultima avverrà in questo modo: alcuni pensano che sarà l'Oceano Pacifico a scomparire per la collisione fra America ed Asia, creando l'Amasia, mentre l'Atlantico crescerà di dimensioni.

## Altri supercontinenti congetturati
In alternativa a Pangea Ultima, oltre all'Amasia (vedere sopra), è stata congetturata la formazione della Novopangea nell'ottobre 2007.
Un altro futuro supercontinente, Aurica, è stato ipotizzato in tempi più recenti.